# Adam Wieczorek
Adam Wieczorek (ur. 5 lutego 1992 w Chorzowie) – polski zawodnik mieszanych sztuk walki (MMA) wagi ciężkiej i półciężkiej. Były mistrz organizacji PLMMA w wadze ciężkiej oraz były zawodnik federacji UFC. W 2019 nagrodzony Heraklesem w kategorii Poddanie roku za 2018. Aktualnie związany z Fight Exclusive Night.

## Kariera MMA

### Wczesna kariera
Przed zawodową karierą MMA stoczył jeden amatorski pojedynek z Szymonem Dutkiewiczem dnia 31 października 2010 roku podczas gali ALMMA29 w Bochni, organizowanej przez Amatorską Ligę MMA. Wieczorek poddał rywala duszeniem trójkątnym w pierwszej rundzie.
Zawodowy debiut w mieszanych sztukach walki odnotował 5 listopada 2011 roku, gdzie podczas gali Polish MMA Championships Finals, która odbyła się w jego rodzinnym Chorzowie, stoczył aż dwie walki. W pierwszej walce najpierw zwyciężył poddaniem z Adamem Bizonem już w pierwszej rundzie, a następnie przegrał na punkty z Marcinem Tyburą.
Następnie po ponad dwuletniej przerwie powrócił do walk 22 lutego 2014 podczas gali MMAC – MMA Challengers 9 w Katowicach. Wieczorek wygrał technicznym nokautem, po niespełna czterech minutach drugiej odsłony rundowej.
Równe 9 miesięcy później podczas gali Fighters Arena 10 w Bełchatowie, poddał dźwignią na staw łokciowy Andrzeja Debernego w pierwszej rundzie.

### PLMMA
Następne 4 pojedynki stoczył pod banderą Profesjonalnej Ligi MMA (PLMMA). 5 grudnia 2015 zdobył pas mistrzowski tej organizacji, pokonując Kewina Wiwatowskiego przez poddanie balachą w trzeciej rundzie.
2 kwietnia 2017 na Stadionie Narodowym w Warszawie, odbyła się oficjalna gala rozdania Heraklesów, czyli najważniejszych nagród w polskim MMA - organizowanym przez Forum MMA oraz portal MMARocks.pl. Wieczorek na tym wydarzeniu odebrał statuetkę Herakles w kategorii Odkrycie Roku 2016.

### UFC
W 2017 podpisał kontrakt z najlepszą federacją MMA na świecie − Ultimate Fighting Championship
W swoim debiucie w UFC planowano by zmierzył się z Dmitrijem Smolyakovem 21 października 2017 roku na UFC Fight Night: Cerrone vs. Till w Gdańsku, jednak Dmitrii musiał się wycofać i został zastąpiony przez weterana tej federacji, Anthony'ego Hamiltona. Dzień przed imprezą wynikło zamieszanie związane z tą walką, ponieważ do Ergo Areny przybyła duża i głośna grupa kibiców Lechii Gdańsk, którzy niezbyt lubią się z sympatykami Ruchu Chorzów, któremu kibicuje Wieczorek. Z tego powodu zawodnicy byli nieobecni na ceremonii ważenia, a walka została ostatecznie odwołana i przełożona na UFC Fight Night: Werdum vs. Tybura miesiąc później. Wieczorek wygrał walkę jednogłośną decyzją.
W następnej walce zmierzył się przeciwko Arjanowi Bhullarowi 14 kwietnia 2018 roku na UFC on Fox 29. Po tym, jak Bhullar kontrolował pierwszą rundę swoimi zapasami, Wieczorek ostatecznie poddał w drugiej rundzie Bhullara rzadką techniką, zwaną omoplatą. Po walce otrzymał od organizacji pierwszy, dodatkowy bonus finansowy (50 tys. dolarów) za występ wieczoru.
22 marca 2019 na gali "Heraklesy polskiego MMA 2018" został po raz drugi nagrodzony statuetką Herakles, tym razem za najlepsze poddanie (omoplatą) w polskim MMA ubiegłego roku.
3 listopada 2018 roku na UFC 230 zmierzył się przeciwko Marcosowi Rogério de Lima, zastępując Rusłana Magomedowa, który musiał wycofać się z pojedynku. Przegrał walkę przez jednogłośną decyzję.

### FEN i MMA Attack
Po raz pierwszy od wyjścia z więzienia Wieczorek miał zmierzyć się o tymczasowy pas mistrzowski wagi ciężkiej organizacji Fight Exclusive Night z Szymonem Bajorem, na gali FEN 37, która odbyła się 27 listopada 2021 we wrocławskiej hali Orbita. Kilka dni przed tą galą prezes organizacji FEN, Paweł Jóźwiak ogłosił, że Wieczorek boryka się z kontuzją i nie wystąpi na tym wydarzeniu.
24 września 2022 po prawie czterech latach przerwy powrócił do MMA, gdzie w walce wieczoru gali MMA Attack 4: Reaktywacja zmierzył się z brytyjskim strongmanem, Oli Thompsonem. Po problemach w pierwszej rundzie, ostatecznie pokonał Brytyjczyka przez techniczny nokaut w trzeciej rundzie.
W głównej walce wieczoru gali FEN 48 podjął w pojedynku czołowego zawodnika wagi półciężkiej, Marcina Wójcika. Dla Wieczorka była to pierwsza walka w niższej kategorii wagowej. Przegrał przez nokaut w drugiej rundzie, po tym jak otrzymał od rywala potężny cios sierpowy wyprowadzony z prawej ręki.

## Osiągnięcia

### Mieszane sztuki walki
- 2010: Amatorski turniej MMA i grapplingu w Chorzowie − 1. miejsce, kat. -+90, MMA juniorzy[29]
- 2015-2017: Mistrz PLMMA w wadze ciężkiej[2]
- 2017: Herakles w kategorii Odkrycie roku z 2016[11]
- 2019: Herakles w kategorii Poddanie roku z 2018 (omoplata)[20]

### Grappling
- 2010: Amatorski turniej MMA i grapplingu w Chorzowie − 2. miejsce, kat. +90 kg, grappling juniorzy[29]
- 2013:  II Ogólnopolski Turniej No-Gi Fight Dzierżoniów 2013 − 1. miejsce, kat. +96 kg, białe pasy[30]
- 2016: Octopus BJJ Cup 3 Łódź − 2. miejsce, kat. +100,5 kg, adult purpury[31]

## Lista walk w MMA

### Zawodowe
| Wynik     | Bilans | Przeciwnik (bilans przed walką) | Rozstrzygnięcie                                   | Runda | Czas | Rozgrywki                            | Data       | Miejsce          | Uwagi                                                                |
| --------- | ------ | ------------------------------- | ------------------------------------------------- | ----- | ---- | ------------------------------------ | ---------- | ---------------- | -------------------------------------------------------------------- |
| Przegrana | 11-3   | Marcin Wójcik (17-8)            | KO (prawy sierpowy)                               | 2     | 0:22 | FEN 48: Wójcik vs. Wieczorek         | 18.08.2023 | Jastrzębie-Zdrój | Przejście do wagi półciężkiej. Main Event                            |
| Wygrana   | 11-2   | Oli Thompson (21-15)            | TKO (ciosy pięściami i łokciami)                  | 3     | 2:13 | MMA Attack 4: Reaktywacja            | 24.09.2022 | Będzin           | Main Event                                                           |
| Przegrana | 10-2   | Marcos Rogério de Lima (15-5-1) | Decyzja (jednogłośna)                             | 3     | 5:00 | UFC 230                              | 03.11.2018 | Nowy Jork        |                                                                      |
| Wygrana   | 10-1   | Arjan Bhullar (7-0)             | Poddanie (omoplata)                               | 2     | 1:59 | UFC on Fox: Poirier vs. Gaethje      | 14.04.2018 | Glendale         | Bonus za występ wieczoru. Herakles w kategorii Poddanie roku z 2018. |
| Wygrana   | 9-1    | Anthony Hamilton (15-8)         | Decyzja (jednogłośna)                             | 3     | 5:00 | UFC Fight Night: Werdum vs. Tybura   | 18.11.2017 | Sydney           | Debiut w UFC                                                         |
| Wygrana   | 8-1    | Ernesto Papa (5-0)              | Poddanie (duszenie zza pleców)                    | 1     | ?    | Spartan Fight 5: Browarski vs. Conti | 08.10.2016 | Kraków           |                                                                      |
| Wygrana   | 7-1    | Zoumana Cisse (12-2)            | TKO (ciosy pięściami)                             | 1     | 5:06 | PLMMA 67 – Nastula Cup 1             | 21.05.2016 | Łomianki         | Obronił pas mistrzowski PLMMA w wadze ciężkiej                       |
| Wygrana   | 6-1    | Kevin Wiwatowski (2-1)          | Poddanie (dźwignia na staw łokciowy)              | 3     | 3:25 | PLMMA 61 / AFC 5 – Bytom             | 05.12.2015 | Bytom            | Zdobył pas mistrzowski PLMMA w wadze ciężkiej                        |
| Wygrana   | 5-1    | Filip Toe (3-1)                 | TKO (ciosy pięściami)                             | 1     | 3:54 | PLMMA 56 – Bielsko-Biala             | 19.06.2015 | Bielsko-Biała    |                                                                      |
| Wygrana   | 4-1    | Bartosz Jabłoński (0-2)         | Poddanie (dźwignia na staw łokciowy)              | 1     | 1:48 | PLMMA 51 – Kalisz                    | 14.03.2015 | Kalisz           |                                                                      |
| Wygrana   | 3-1    | Andrzej Deberny (0-0)           | Poddanie (dźwignia na staw łokciowy)              | 1     | 1:40 | Fighters Arena 10                    | 22.11.2014 | Bełchatów        |                                                                      |
| Wygrana   | 2-1    | Ryszard Raszkiewicz (0-2)       | TKO (prawy sierpowy i ciosy pięściami w parterze) | 2     | 3:53 | MMAC – MMA Challengers 9             | 22.02.2014 | Katowice         |                                                                      |
| Przegrana | 1-1    | Marcin Tybura (1-0)             | Decyzja (jednogłośna)                             | 2     | 5:00 | Polish MMA Championships Finals      | 05.11.2011 | Chorzów          |                                                                      |
| Wygrana   | 1-0    | Adam Bizon (0-0)                | Poddanie (dźwignia na staw łokciowy)              | 1     | 2:23 | Polish MMA Championships Finals      | 05.11.2011 | Chorzów          | Debiut w zawodowym MMA                                               |

### Amatorska
| Wynik   | Bilans | Przeciwnik              | Rozstrzygnięcie               | Runda | Czas | Rozgrywki | Data       | Miejsce | Uwagi                                        |
| ------- | ------ | ----------------------- | ----------------------------- | ----- | ---- | --------- | ---------- | ------- | -------------------------------------------- |
| Wygrana | 1-0    | Szymon Dutkiewicz (0-0) | Poddanie (duszenie trójkątne) | 1     | 3:21 | ALMMA29   | 31.10.2010 | Bochnia | Debiut w amatorskim MMA. Limit umowny -96 kg |

## Problemy prawne
30 stycznia 2019 został aresztowany przez Centralne Biuro Śledcze Policji, wraz z dziewięcioma osobami związanymi z grupą pseudokibiców Ruchu Chorzów, znanej jako „Psycho Fans”. Wieczorkowi i pozostałym osobom zatrzymanym we wtorek przedstawiono zarzuty dotyczące m.in. udziału w zorganizowanej grupie przestępczej, handlu narkotykami, rozbojów oraz udziału w ustawkach. 29 października 2020 Wieczorek dodał posta na swoim koncie Facebook, sugerujący opuszczenie aresztu.